# Aproximace
Aproximace (přiblížení, odhad) je nepřesné, ale věrné vyjádření nějaké entity, nejčastěji čísla nebo funkce, ale také fyzikálního zákona (přírodního jevu). Např. aproximací čísla pí je 3,14. 
Aproximace je alternativou analytického řešení. K využití aproximace se přistupuje tehdy, když pro analytické řešení není dostatek informací, nebo toto je příliš náročné na provedení (mnoho problémů ve fyzice je buď příliš složitých na analytické řešení, nebo je nelze řešit pomocí dostupných analytických nástrojů). I v případě, kdy je přesné vyjádření známé, může aproximace být užitečná — poskytnutím dostatečně přesného řešení a zároveň podstatným snížením složitosti problému.